# Maria Baciu
Maria Baciu (ur. 4 marca 1942 w Cernești) – rumuńska pisarka, poetka, publicystka, redaktorka i autorka książek dla dzieci i młodzieży. 

## Życiorys
Maria Baciu urodziła się 4 marca 1942 r. w wiosce Cernești, w gminie Todireni, w okręgu Botoszany. W 1966 roku ukończyła studia na wydziale filologicznym Uniwersytetu Aleksandra Jana Cuzy w Jassach. W latach 1966–1970 była nauczycielką języka rumuńskiego i literatury w liceum w Trușești, od 1970 roku uczyła w szkole im. Nicolae Iorga oraz w liceum pedagogicznym w Botoșani. 
W 1980 r. założyła Wieczernik Literacki im M. Eminescu. W 1983 roku otrzymała nagrodę Związku Pisarzy Rumuńskich. W tym samym roku zaczęła redagować pismo „Wychowawca”, a w latach 1994–1996 pracowała w redakcji czasopisma dla dzieci „Sotron”. Równolegle z działalnością redakcyjną publikowała wiersze, artykuły literackie i recenzje w różnych gazetach i czasopismach, takich jak: „Clopotul”, „Gazeta de Botoșani”, „Caiete botoșenene”, „Hyperion”, „Colloquium”, „Cronica”, „Convorbiri literare”, „Luceafarul”, „Ateneu”, „România literară”, „Învățătorul”, „Lumina lină” i inne. Pisał poezję, prozę i sztuki dla dzieci a także książki metodologiczne do użytku szkolnego. Pierwsze jej utwory, w wydaniu książkowym, ukazały się w 1985 roku w pracy zbiorowej Solstiții. Swoją pierwszą książkę Oglinzi wydała w 1988 roku. W 2005 roku po raz kolejny otrzymała nagrodę Związku Pisarzy Rumuńskich, za tom poezji Copilărie de lux.

## Wybrane dzieła
- Oglinzi, 1988
- Buna dimineata, Puf, 1994
- Cartea cu semnele rupte, 1995
- Daruri de Crăciun, 1996
- Lume îndrăzneață, 1998
- Zodie cu...otrăvuri, 1998
- Fetița cu buline, 2000
- Vremea fragilor, 2000
- Vinovatul spectacol, 2001
- Necuprinsele iubiri, 2003
- Țara ionuților pozitivi, 2003
- Caii soarelui, 2003
- Vara copilăriei, 2004
- Vara lui Dănel, 2005
- Copilărie de lux, 2005
- Pelerinul, 2006
- Concertul de pe Metropolitan Imas, 2008
- Ghetutele copilăriei, 2009
- Et in Arcadia ego, 2009